# Partidul Muncitoresc Albanez
Partidul Muncitoresc Albanez (în albaneză Partia e Punës e Shqipërisë) a fost singurul partid politic legal din Albania în timpul perioadei comuniste (1945-1991). A fost înființat pe 8 noiembrie 1941 sub numele de Partidul Comunist Albanez (Partia Komuniste e Shqipërisë) dar și-a schimbat numele în 1948. În 1991 partidul s-a desființat și s-a reorganizat în Partidul Socialist al Albaniei.

## Istoric

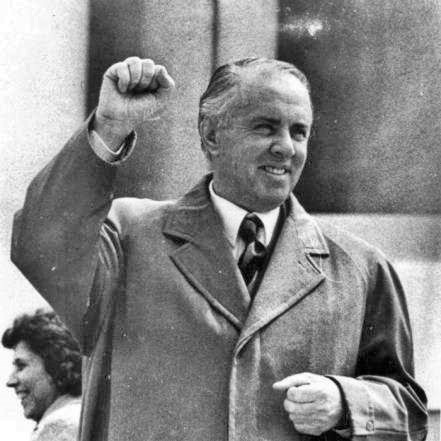
Enver Hodja, prim-secretarul partidului timp de 44 de ani

În anii 1920 Albania era singurul stat balcanic care nu avea un partid comunist. Primii comuniști albanezi au apărut din adepții clericului și politicianului
Fan Noli. Când se aflau la Moscova aceștia au înființat Comitetul Revoluționar Național care a devenit afiliat la Comintern. În august 1928 s-a înființat în Uniunea Sovietică primul partid comunist albanez. Cea mai importantă personalitate din partid era Ali Kelmendi care a părăsit Albania în 1936 pentru a lupta în Războiul Civil Spaniol. A fost mai târziu considerat liderul unei grupări mici de comuniști albanezi din Franța. Totuși, nu a existat nicio organizație unită în Albania până în 1941. După ce germanii au atacat Uniunea Sovietică liderul iugoslav Iosif Broz Tito, la directivele Cominternului, i-a trimis în Albania pe delegații iugoslavi Miladin Popović și Dušan Mugoša. După o muncă grea a fost format Partidul Comunist Albanez pe 8 noiembrie 1941 de cei doi delegați iugoslavi împreună cu Enver Hodja care a devenit primul lider.
Partidul Comunist Albanez a fost elementul dominant al Mișcării de Eliberare Națională (MEN), înființată în 1942. MEN i-a alungat pe ocupanții germani (care au preluat țara de la italieni în 1943) pe 29 noiembrie 1944. Începând cu acea dată Albania s-a aflat sub dictatură comunistă, deși monarhia a fost abolită oficial abia în 1946. În orice alt stat est-european comuniștii au fost cel puțin nominal parte a unui guvern de coaliție timp de câțiva ani înainte să preia puterea.
Sub Hodja partidul a devenit cel mai stalinist partid din blocul răsăritean. Totuși, în 1961 Hodja a rupt legăturile cu Moscova și s-a retras din Pactul de la Varșovia după ce Nikita Hrușciov a condamnat tot mai puternic regimul stalinist. În schimb, Hodja a ales să se alăture Chinei conduse de Mao Zedong. Partidul chiar a pus în aplicare o versiune albaneză a Revoluției Culturale. Când a devenit evident faptul că succesorii lui Mao se îndepărtau de moștenirea sa în 1978 Hodja a declarat că Albania va merge pe propriul drum spre o societate socialistă.
Hodja a condus partidul și statul mai mult sau mai puțin fără rezistență până la moartea sa în 1985. Succesorul său, Ramiz Alia, a fost obligat să inițieze reforme graduale pentru a revitaliza economia stagnantă a țării. Totuși, la sfârșitul anului 1989 diferite elemente ale societății au început să protesteze împotriva restricțiilor care erau încă în vigoare. Execuția dictatorului român Nicolae Ceaușescu l-a făcut pe Alia să se teamă că el va fi următorul. Ca răspuns, a permis albanezilor să călătorească în străinătate, a întrerupt politica de durată a regimului de ateism și a slăbit controlul guvernului asupra economiei. Totuși, aceste măsuri doar au prelungit decăderea puterii lui Alia. În cele din urmă pe 11 decembrie 1990 Alia s-a supus inevitabilului și a anunțat că Partidul Muncitoresc Albanez a abandonat puterea și a legalizat partidele de opoziție. Partidul Muncitoresc Albanez a câștigat alegerile din 1991 dar deja nu mai era un partid ce urma doctrina marxist-leninistă și nu a mai avut nicio putere de a opri adoptarea unei constituții interimare care i-a răpit monopolul de putere.
În 1991 Partidul Muncitoresc Albanez s-a dizolvat și s-a reînființat sub numele de Partidul Socialist al Albaniei care acum este unul din cele două partide importante din Albania.

## Structură
Ideologia Partidului era Marxism-leninismul antirevizionist. Partidul era organizat după principiile centralismului democratic, cu Hodja ca Prim-Secretar. Articolul 3 din Constituția Albaniei din 1976 identifica Partidul ca fiind "forța politică conducătoare a statului și a societății". Pentru a avea ajutor la punerea în aplicare a activităților ideologice s-a asociat cu o organizație numită Frontul Democratic. Cotidianul Partidului era Zëri i Popullit ("Vocea Poporului") iar jurnalul teoretic lunar era Rruga e Partisë ("Drumul Partidului").
Cel mai mare organ al Partidului, conform statutului, era Congresul Partidului care se organiza timp de câteva zile o dată la cinci ani. Delegații de la Congres erau aleși la conferințe ținute la nivel regional, districtual și local. Congresul examina și aproba rapoartele trimise de Comitetul Central, discuta politicile generale ale Partidului și alegea Comitetul Central. Ultimul era al doilea cel mai important nivel din ierarhia Partidului și era alcătuit din oficialii importanți ai guvernului precum și din membri importanți ai intelectualității. Comitetul Central aplica activitățile Partidului între două Congrese și se întâlnea aproximativ de trei ori pe an.
La fel ca și în Uniunea Sovietică, Comitetul Central alegea un birou politic și un secretariat. Biroul politic, care de regulă includea miniștri importanți ai guvernului și secretari ai Comitetului Central, era principalul organ administrativ al Partidului și se întâlnea o dată pe săptămână. În general, Comitetul Central aproba rapoartele și deciziile politice al Biroului. Secretariatul era responsabil de ghidarea activităților zilnice ale Partidului, în special în ceea ce privește organizarea execuției deciziilor Biroului și alegerea cadrelor Partidului și guvernamentale.